# Núcleo olivar inferior
O núcleo olivar inferior, ´também chamdo oliva inferior, é o maior núcleo no corpo olivar, parte do bulbo raquidiano. Ele está envolvido com controle motor. É uma das maiores fontes de impulsos para o cerebelo. O núcleo hipoglossal envia suas fibras ventralmente, entre a pirâmide e a oliva inferior, para  formar o  nervo hipoglosso.

## Função
Ele é fortemente associado com o cerebelo, o que significa que ele é envolvido em controle e coordenação de movimentos, processamento sensorial e tarefas cognitivas que provavelmente codificam a cronometragem de impulsos sensoriais independentemente de atenção ou percepção.
Lesões no núcleo olivar inferior já foram associadas com diminuição na habilidade para aperfeiçoar atividades motoras altamente especializadas, como, por exemplo, acertar um alvo com uma bola com exatidão  Há evidências que ele é estimulado por grelina.

## Anatomia
Ele consiste numa lâmina cinzenta dobrada na forma de uma capsula incompleta, abrindo-se medialmente por uma abertura chamada de hilo.
Fibras olivocerebelares são neurônios que possuem seus corpos celulares no núcleo olivar inferior. Seus axônios deixam o  núcleo medialmente, pelo hiilo, atravessando a linha média e ascendendo ao cerebelo pelo pedúnculo cerebelar inferior Uma vez que eles adentram o cerebelo, elas são denominadas como fibras trepadeiras. Finalmente, elas fazem sinapses no córtex cerebelar, incluindo o córtex do vermis, do lóbulo paramediano e nos hemisférios cerebelares.
As fibras que deixam a oliva inferior no hilo podem ser referidas como o "pedúnculo" da oliva. Eles cruzam com aqueles da oliva oposta na rafe. Após a rafe, elas podem ser referidas como fibras internas arqueadas.

## Patologia
Hipertrofia já foi associada com  paralisia supranuclear progressiva.

## Imagens adicionais

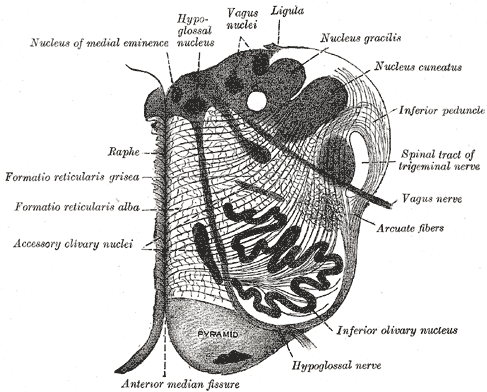
Section of the medulla oblongata at about the middle of the olive.
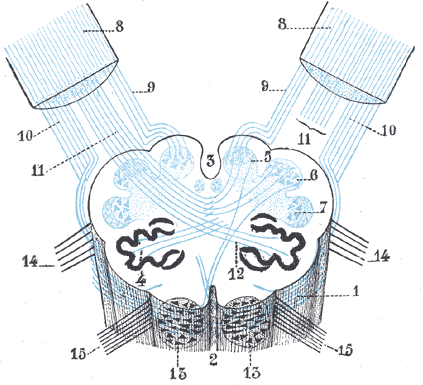
Diagram showing the course of the arcuate fibers.
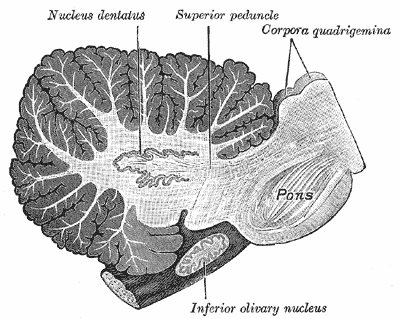
Sagittal section through right cerebellar hemisphere. The right olive has also been cut sagitally.
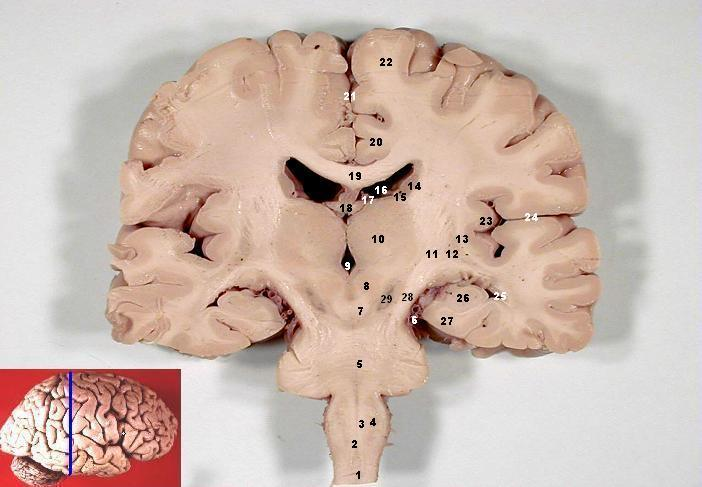
Human brain frontal (coronal) section